# Эйлат

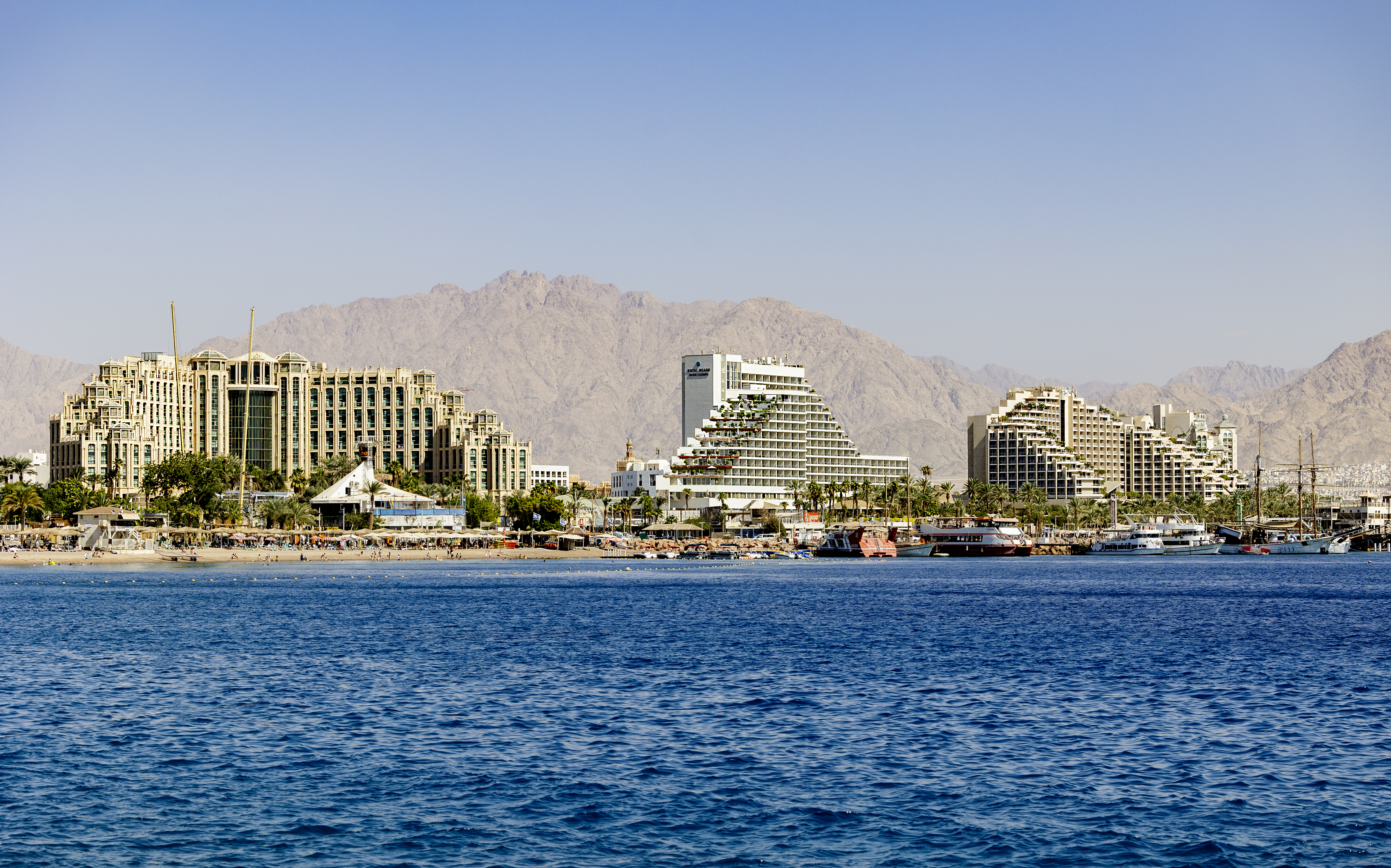
Гостиницы Эйлата. Северный пляж. Набережная.

Эйла́т (ивр. אילת‎) — город на самом юге Израиля, расположенный на берегу залива Акаба Красного моря.

## История
Эйлат — древний город, существовавший ещё во времена царя Соломона, правившего в 965—928 годах до н. э. В Ветхом Завете (3Цар. 9:26) сказано, что при Соломоне город населяли идумеи, а далее, в описании правления царей Ахаза, Рецина и Факея (приблизительно в 734 году до н. э.) описывается, что земля была иудейской, но опять занята идумеями (4Цар. 16:6).
Этимология названия достоверно неизвестна, есть версии о происхождении от др.-евр. אלון‬, алон — «дуб», или др.-евр. אלה‬, эла — «фисташка».

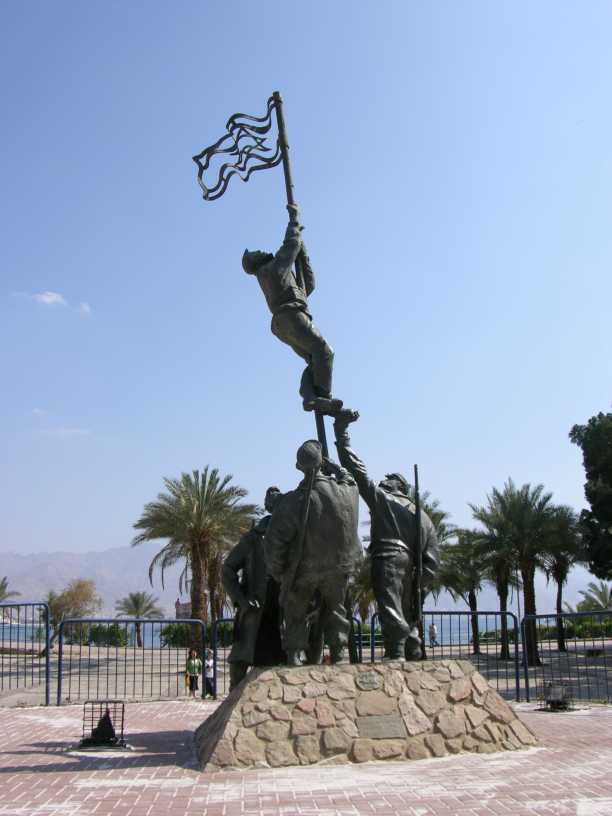
Памятник поднятию чернильного флага

На месте Эйлата располагался в период первого тысячелетия до н. э. город-порт Эцион-Гевер, упоминаемый в Библии как база морской торговли Иудеи с государством Офир (точное местоположение которого неизвестно). Развалины Эцион-Гевера были открыты археологической экспедицией Нельсона Глика в 1937—1940 годах под холмом Тель-Халифа (сегодня близ Акабы, Иордания). Среди интересных находок — печать с именем иудейского царя Йоафама. Однако это местоположение порта остаётся спорным.
В римский период город носил название Айла (лат. Aila, Aelana), здесь размещался военный гарнизон.

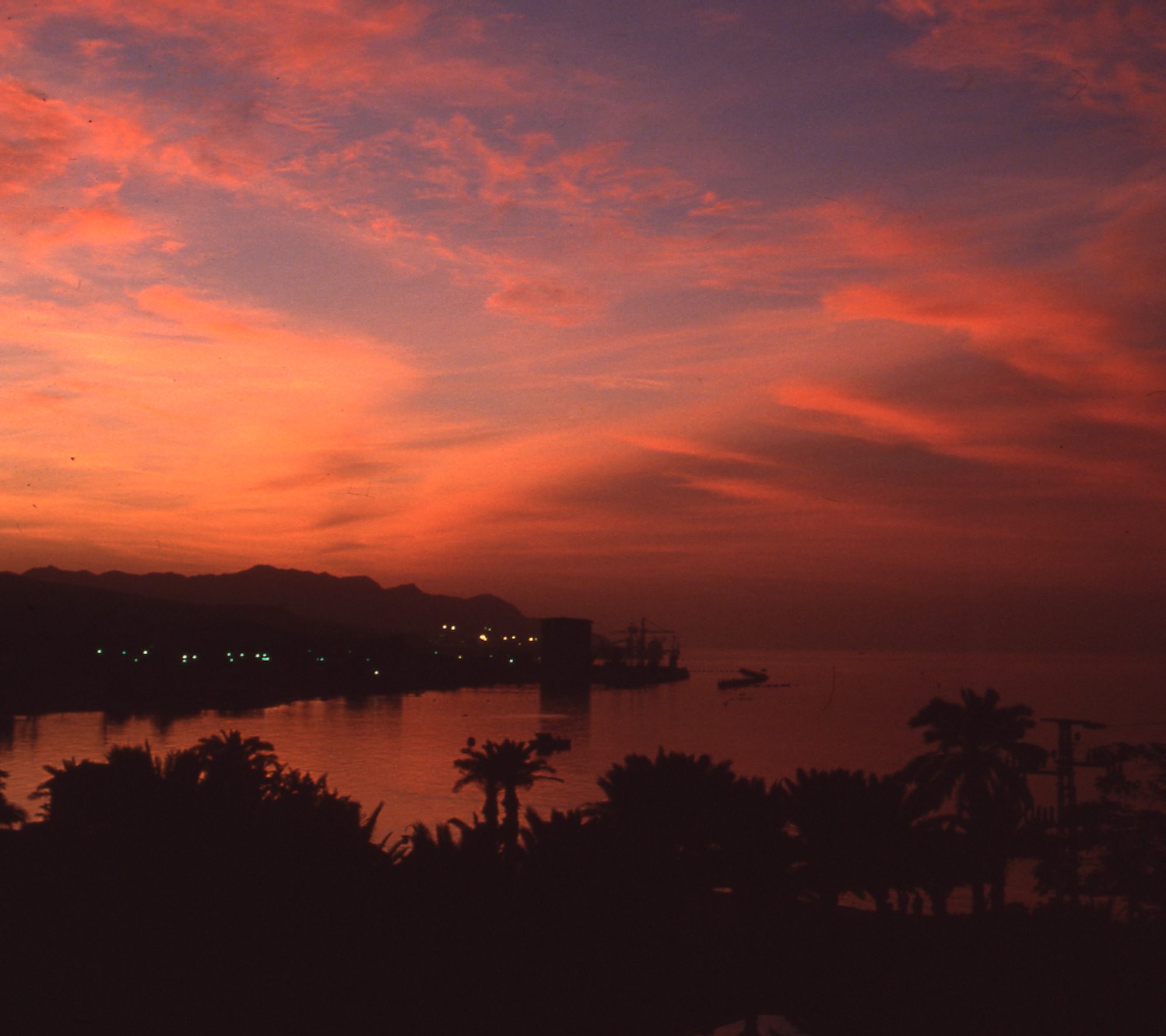
Эйлат, 1947—1953

К моменту провозглашения независимости Израиля в 1948 году Эйлат, бывший тогда военным постом и называвшийся Умм-Рашраш, находился под контролем арабов. В ходе Войны за независимость в 1949 году Эйлат был захвачен Израилем в ходе операции «Увда́» и стал стремительно развиваться. Большое значение имела постройка нового шоссе, связывающего город с центральными и северными районами страны. В 1959 году Эйлату присвоен статус города.
24 января 1970 года на десантном корабле ВМС Израиля в порту Эйлата произошёл мощный взрыв, приведший к гибели более 40 израильтян и ранению более 60. Взорвался трофейный египетский грузовик, захваченный в ходе военной операции на острове Шадван, который оказался заминированным и сыграл роль «Троянского коня».
В июле 1975 года возле Эйлата взорвался нефтепровод, соединяющий Эйлат и Ашдод, произошла большая утечка нефти. Причиной назывались либо диверсия, либо техническая неисправность.
Периодически с 2010 года город подвергается ракетным обстрелам со стороны Синайского полуострова.
С октября 2023 года периодически обстреливается ракетами хуситов из Йемена.

## Население
По данным Центрального статистического бюро Израиля, население на начало 2020 года составляло 52 299 человек.
Среднемесячная зарплата одного сотрудника в 2019 году составляла 7706 шекелей (в среднем по стране: 9745 шекелей).

## Экономика
Бо́льшая часть населения Эйлата (около 85 %) занята в туристической отрасли. 
Компания КАЦА (EAPS) занимается транспортировкой нефти по трубопроводу из Эйлата в Ашкелон.
Энергоснабжение города обеспечивает электрическая компания Хеврат Хашмаль. Однако городские власти планируют перевести город на альтернативные источники энергии к 2030 году. По данным исследовательского подразделения Eilat-Eilot Renewable Energy в киббуце Йотвата, потребности региона должны покрыть солнечные панели общей мощностью 960-970 МВт.
Завод NBT выращивает водоросли и экспортирует их в Японию.
Порт Эйлата круглосуточно принимает минералы Мёртвого моря, доставляемые грузовиками, и отгружает их на морской транспорт.

## Транспорт
В Эйлате имеется современный порт, принимающий различные типы судов, в том числе крупные нефтяные танкеры, для которых построен специальный терминал. 
Располагавшийся в черте города аэропорт Эйлата, вместе с обслуживавшим город Международным аэропортом Увда, расположенным в 60 км к северу от города, прекратили функционировать в марте 2019 года, после открытия Международного аэропорта им. Илана и Асафа Рамонов (в 20 км к северу от Эйлата).
В Эйлате работает автовокзал, имеется внутригородское и междугороднее автобусное сообщение. Самый крупный автобусный перевозчик в регионе и в стране — автобусный кооператив «Эгед».

## Учебные заведения
Система образования Эйлата включает детские сады, начальные школы и гимназии. В Эйлате действует филиал беэр-шевского Университета имени Бен-Гуриона.
В Эйлате работает учебный Центр по подготовке специалистов в области гостиничного дела. 

## Спорт и досуг

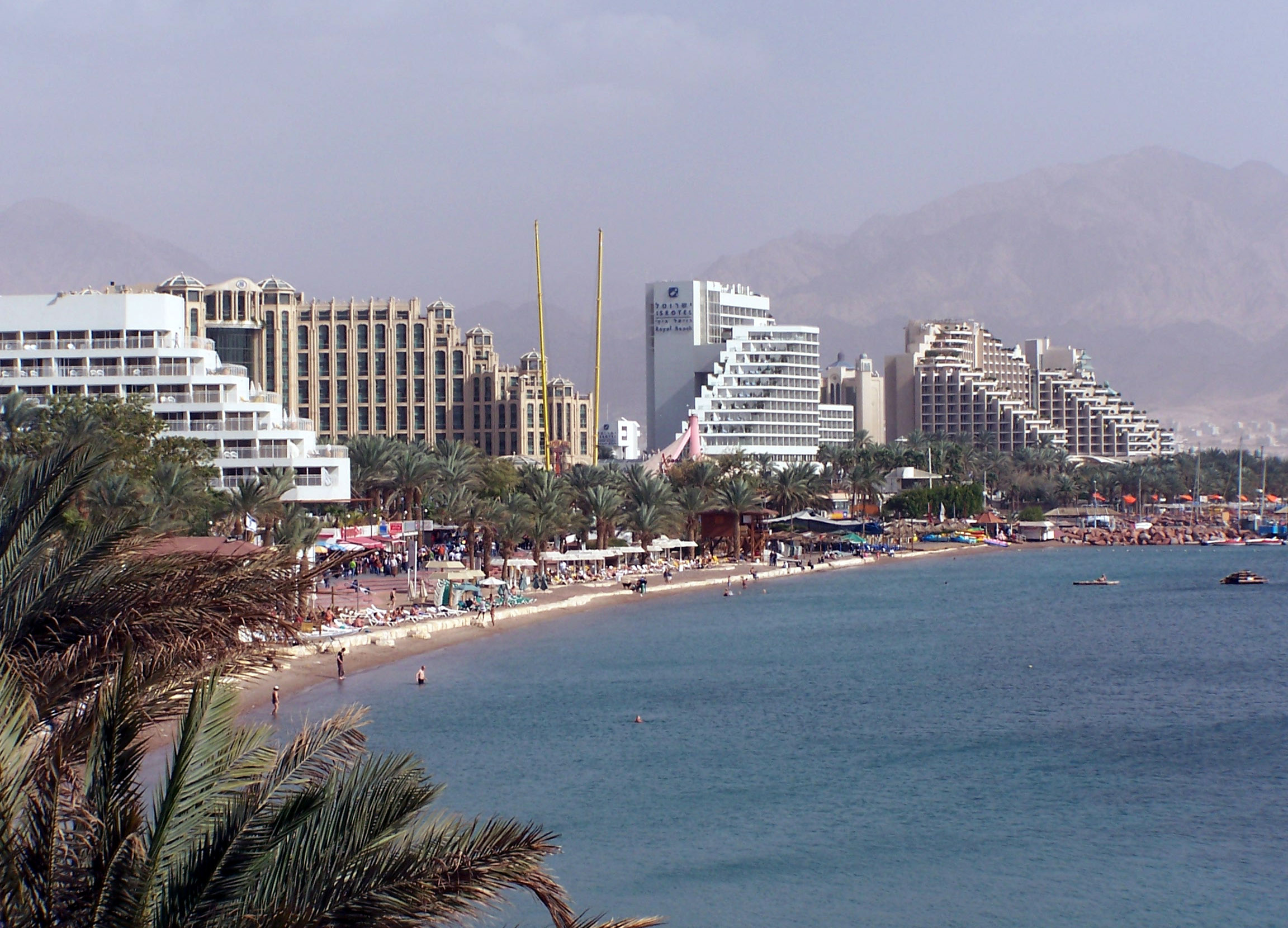
Северный пляж

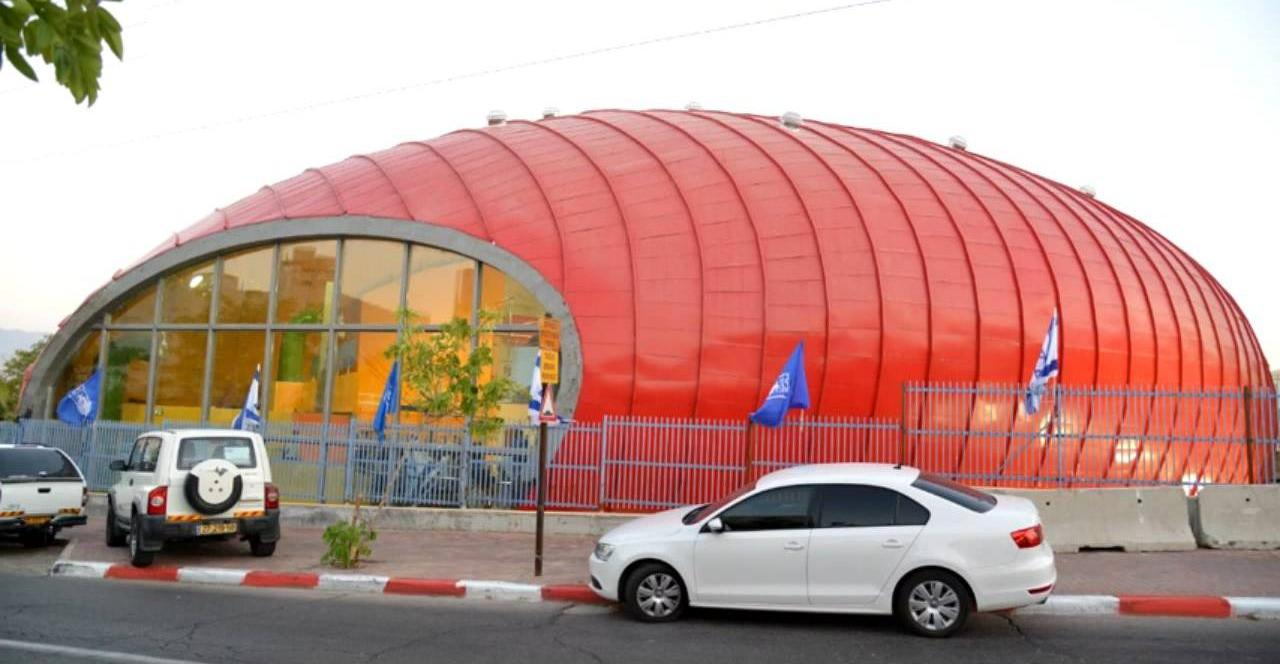
Спортивный центр Эйлата (по проекту архитектора Моти Бодека)

В Эйлате развит водный спорт, в особенности подводное плавание. 
С 2009 года в Эйлате проводятся «Знатокиады» — международные турниры по спортивной версии игры «Что? Где? Когда?»; в 2010 году в рамках фестиваля проходил чемпионат мира по ЧГК. С февраля 2019 функционирует первый эйлатский театр — «Шоу кукол».
Также в городе базируется клуб Бней Эйлат.

## Музеи и парки
В Эйлате есть морской музей с подводной обсерваторией. В больших аквариумах, находящихся в музее, представлены все виды животного мира Красного моря. 
Недалеко от Эйлата расположена долина Тимна с одноимённым национальным парком.

## Культурные события
С 1995 года почти каждую зиму портовый ангар на берегу моря оборудуется под концертный зал на 2000 мест. Там проходит ежегодный международный музыкальный фестиваль «Классика на Красном море». 
Ежегодно в последнюю неделю августа проходит четырёхдневный фестиваль «Джаз на Красном море» (англ. The Red Sea Jazz Festival). Фестиваль был учреждён в 1987 году при поддержке муниципалитета Эйлата и содействии министерств культуры и туризма, морского порта Эйлата и союза гостиниц Эйлата. В каждый из дней фестиваля в эйлатском порту проходит по 9—10 концертов с ночными джем-сейшнами, в близлежащей гостинице проводятся мастер-классы с приезжими музыкантами. В разное время на фестивале выступали такие известные музыканты и группы, как Чик Кориа, Ди Ди Бриджуотер, Yellowjackets, Мишель Петруччиани, Херби Хэнкок, Эбби Линкольн и многие другие.

## Туризм

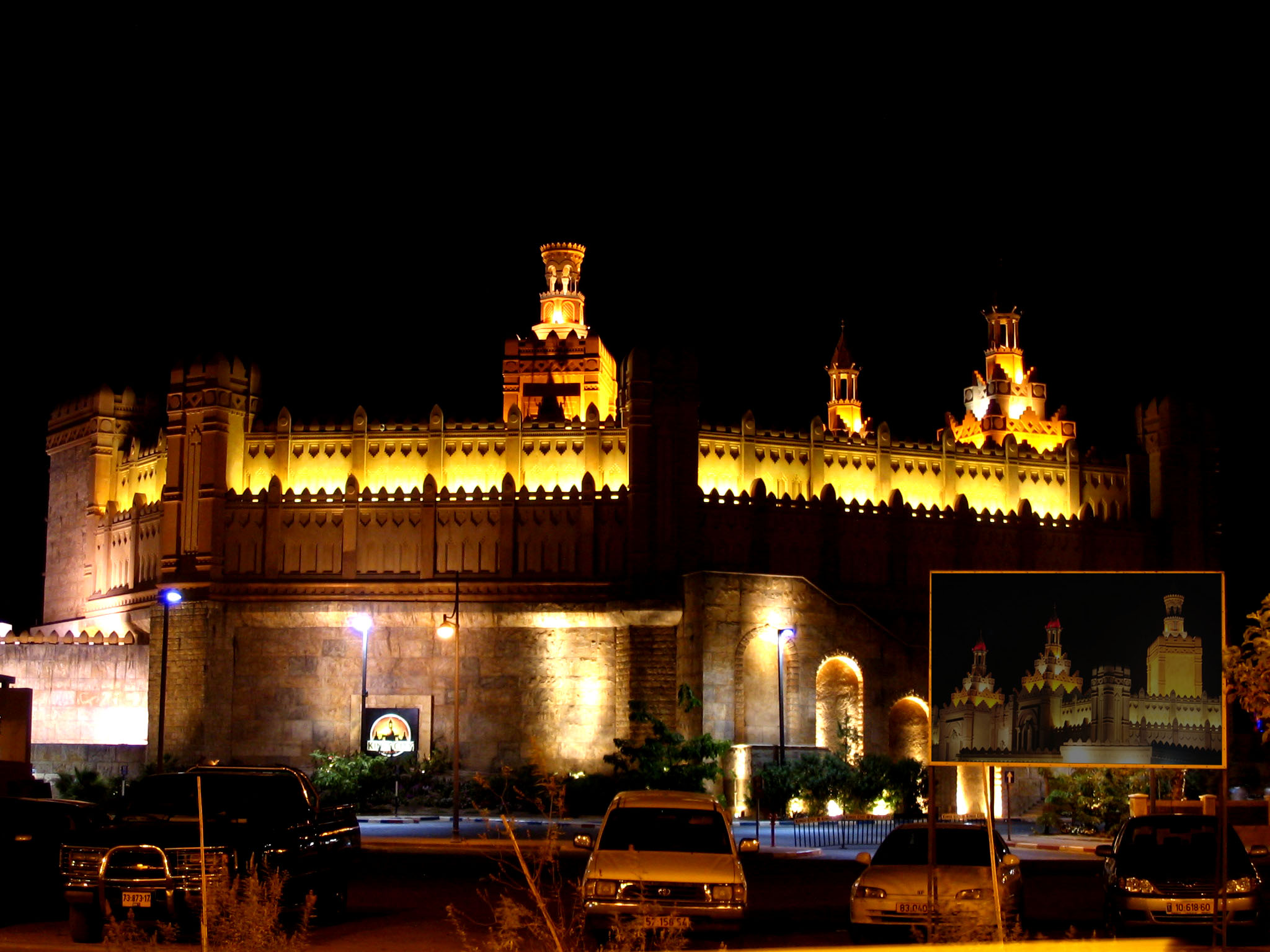
«Кингс-Сити»

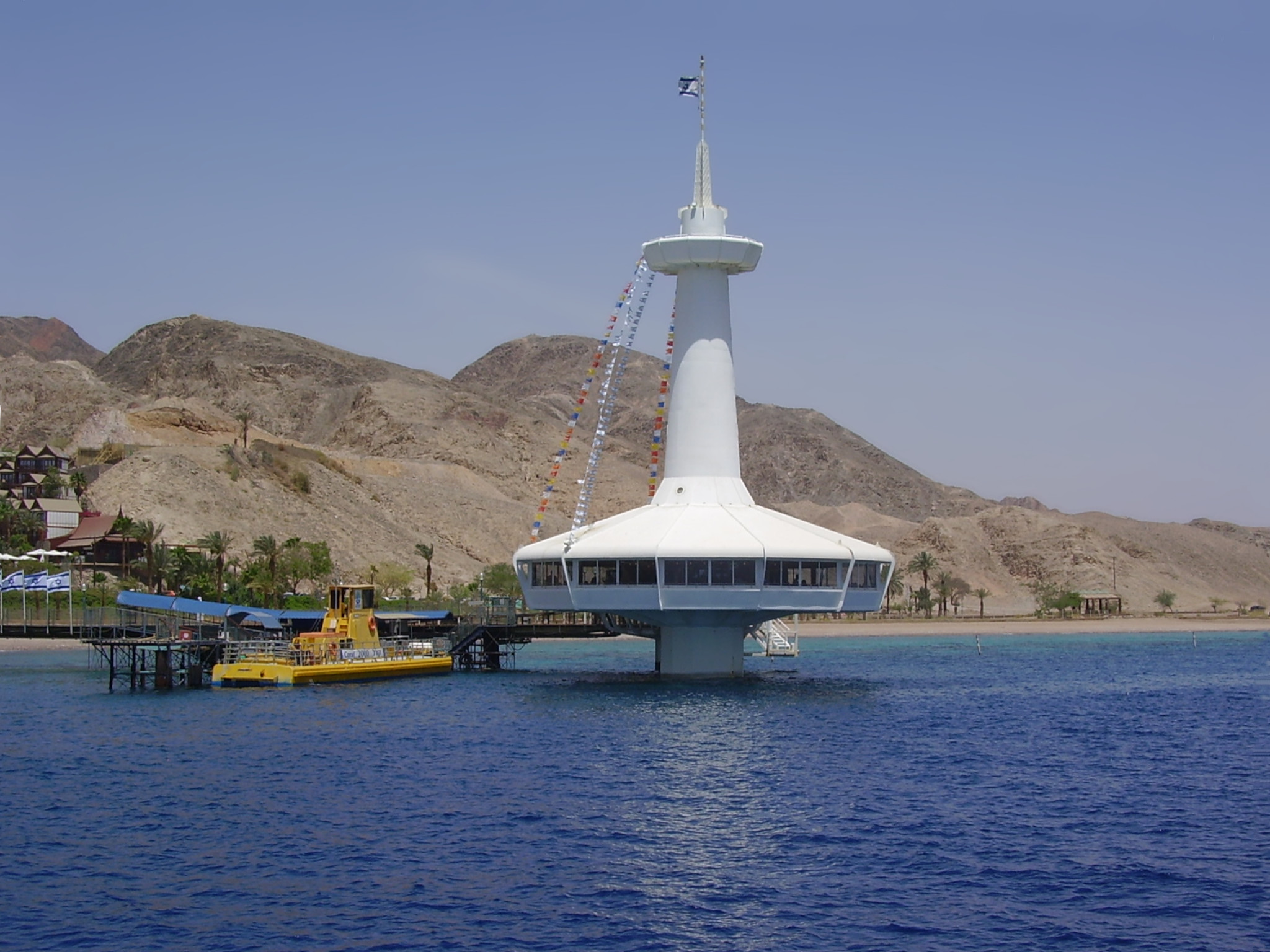
Подводная обсерватория

Эйлат — известный курортный и туристический центр. Богатый подводный мир Эйлатского залива привлекает сюда многочисленных любителей подводного плавания. Одна из главных достопримечательностей акватории Эйлата — коралловые рифы. В 1966 году Эйлатское побережье было объявлено природным заповедником.
Город особенно привлекателен для туристов в зимний период, когда спадает летняя жара. Температура воды круглый год держится выше 22 °С.
Эйлат является зоной беспошлинной торговли. Здесь, в отличие от остальной территории Израиля, не взимается налог на добавленную стоимость.

## Географическое положение
Эйлат расположен в самой южной точке Израиля, на берегу Эйлатского залива Красного моря. 
В масштабах Израиля, Эйлат сильно удалён от других городов страны. Ближайший крупный город, Беэр-Шева, находится в 190 километрах (по прямой линии; по дорогам — около 240 км) от Эйлата.
В Эйлате мягкий климат даже зимой. Эйлатский залив находится в сердце пустыни и окружён, как стеной, высокими горами, что обусловило высокую испаряемость и привело к тому, что концентрация солей в заливе составляет 4,1 % (значительно выше средней в океане). Температура воды никогда не опускается ниже 22 °C. 

## Климат
Климат Эйлата — жаркий пустынный, это самый сухой район Израиля. Относительная влажность воздуха составляет здесь всего 20—30 %, летом температура поднимается иногда до +45 °C (21 июня 2010 был установлен рекорд — температура превысила +47 °C), но жара относительно легко переносится благодаря сухости воздуха и ветрам. 
| Показатель | Янв. | Фев. | Март | Апр. | Май  | Июнь | Июль | Авг. | Сен. | Окт. | Нояб. | Дек. | Год  |
| --- | ---- | ---- | ---- | ---- | ---- | ---- | ---- | ---- | ---- | ---- | ----- | ---- | ---- |
| Абсолютный максимум, °C | 30,2 | 31,6 | 36,2 | 40,6 | 44,8 | 45,6 | 47,4 | 47,4 | 45   | 41,5 | 36,4  | 31,4 | 47,4 |
| Средний суточный максимум, °C | 20,8 | 22,1 | 25,5 | 31,1 | 35,4 | 38,7 | 39,9 | 39,8 | 37,3 | 33   | 27,2  | 22,3 | 31,1 |
| Средний суточный минимум, °C | 9,6  | 10,6 | 13,6 | 17,8 | 21,5 | 24,2 | 25,9 | 26,2 | 24,5 | 21   | 15,5  | 11,2 | 16,4 |
| Абсолютный минимум, °C | 2,2  | 0,9  | 6,4  | 8,4  | 14,6 | 19,1 | 20   | 20,4 | 19,2 | 13,7 | 7     | 2,5  | 0,9  |
| Норма осадков, мм | 3,5  | 5,8  | 3,7  | 1,7  | 1    | 0    | 0    | 0    | 0    | 3,5  | 3,5   | 6    | 28,7 |
| Источник: — данные для февраля, июля и августа: Records Data for Israel. Израильская метеорологическая служба. Дата обращения: 21 мая 2010. Архивировано из оригинала 7 мая 2018 года.; — данные для прочих месяцев: Averages and Records for Eilat (Precipitation, Temperature and Records). Израильская метеорологическая служба. Дата обращения: 21 мая 2010. Архивировано из оригинала 14 сентября 2010 года. |      |      |      |      |      |      |      |      |      |      |       |      |      |

## Главы муниципалитета Эйлат
| Ави Закай          | 1949—1951    |
| Ханох Ненер        | 1951—1959    |
| Йоске Леви         | 1959—1967    |
| Ашер Азар          | 1967—1973    |
| Гади Кац           | 1973—1983    |
| Рафи Хохман        | 1983—1993    |
| Габи Кадош         | 1993—2003    |
| Меир Ицхак Ха-Леви | 2003—2021    |
| Эли Ланкри         | 2021 — н. в. |

## Города-побратимы
Список городов побратимов
- Лос-Анджелес, США
- Кампен, Нидерланды
- Шопрон, Венгрия
- Антиб, Франция
- Иньчуань, Китай
- Дурбан, ЮАР
- Пьештяни, Словакия
- Смолян, Болгария
- Ялта, Россия/Украина[14]
- Камен, Германия
- Арика, Чили
- Карловы Вары, Чехия